# Mónica de Neymet
Mónica de Neymet (n. 31 de mayo de 1936) es una catedrática y escritora mexicana ganadora del Premio Nacional de Narrativa Colima por su novela Las horas vivas en 1986.

## Biografía
Mónica de Neymet nació el 31 de mayo de 1936 en la Ciudad de México. Estudió la licenciatura en Lenguas y Literaturas Clásicas en la Facultad de Filosofía y Letras de la Universidad Nacional Autónoma de México (UNAM) y se graduó en 1960.
Su labor profesional ha estado relacionada con la educación y la difusión de la cultura, fue profesora del Centro de Enseñanza para Extranjeros y de la Facultad de Filosofía y Letras de la UNAM, secretaria académica de la División del Sistema Universidad Abierta y coordinadora del Colegio de Letras Hispánicas de la misma universidad.
En su única novela, Las horas vivas (1986), los personajes de Neymat son principalmente femeninos y en ellos refleja el estado de marginación y maltrato que sufría la mujer en la década de 1980, sin importar la clase social. La novela ha sido objeto de estudio porque da voz al descontento y la sensación de aislamiento de la mujer mexicana.

## Reconocimientos
Fue ganadora del Premio Nacional de Narrativa Colima por su novela Las horas vivas 1986, concedido por el Instituto Nacional de Bellas Artes y el Gobierno del Estado de Colima.

## Obra
Cuento
- La niña que quería tener los ojos azules (1951)[4]

Ensayo
- Lecciones de español IV (1974)[1]
- Pido la palabra 4º nivel (1991) —coautora—[1]

Novela
- Las horas vivas (1986)[4]